# Performans
Performans (eng. performance = predstava, izložba ili izvedba) je oblik konceptualne umjetnosti nastao tijekom 1960.-ih povezivanjem body arta, happeninga i određenih oblika kazališta. Sadrži scenske elemente.
Najčešće se odnosi na događaj u kojemu pojedinac (performer) ili skupina ljudi (performers) izvode, tj. ponašaju se na određeni način za publiku. Ponekad je granica između performera i publike vrlo nejasna tako da i publika može sa svojim reakcijama predstavljati sastavni dio performansa.

## Izraz
Pojam performansa nije točno određen. Može biti umjetnost tijela, body art, fluxusu i brojni umjetnici kao na primjer bečki umjetnici akcije ili novi dadaisti opisuju svoje aktivnosti kao „žive umjetnosti”, „akcijske umjetnosti” ili interpretacije.[nedostaje izvor]

## Povijest i korijeni
Performans ima elemente kazališta, plesa, pantomime, glazbe ili cirkusa. Tako dolaze do izražaja osnovni elementi u igri; vrijeme, prostor, tijelo umjetnika, dramaturgija.
Razvija se zajedno s happeningom i prethodila mu je avangardna umjetnost 20. stoljeća (futurizam, dadaizam), kao i različiti obredi.

## Predstavnici
Umjetnici performansa prve generacije:
- Marina Abramović,
- Allan Kaprow (koji je uveo pojam happeninga),
- Yves Klein,
- Piero Manzoni,
- Vito Acconci,
- Timm Ulrichs,
- Hermann Nitsch,
- Joseph Beuys

Nova generacija:
- Abel Azcona
- Ron Athey
- Kira O'Reilly,
- Gabrijel Savić Ra,
- Juniper Perlis,
- Oliver Frost,
- Oreet Ashery,
- Stahl Stenslie,
- Damali Ayjo,
- Edna Floretta

Značajniji hrvatski performeri:
- Tomislav Gotovac
- Vlasta Delimar
- Željko Marović

## Vanjske poveznice
|  | Zajednički poslužitelj ima još gradiva o temi Performance art |

- Performance Art Biennale (engl.)
- Live Action Gothenburg (engl.)